# Jean Grave
Jean Grave (ur. 16 października 1854 roku w Le Breuil-sur-Couze, zm. 8 grudnia 1939 roku w Vienne-en-Val) – teoretyk anarchokomunizmu, popularyzator tekstów Piotra Kropotkina we Francji.

## Życiorys
Pochodził z ubogiej rodziny z Owernii, jednak młodość spędził już w Paryżu, gdzie też zainteresował się koncepcjami Piotra Kropotkina. W 1892 roku wydał pracę La société mourante et l'anarchie (Umierające społeczeństwo i anarchia), opartą na ideach Kropotkina. W związku z przegłosowanymi w grudniu 1893 roku i czerwcu 1894 roku ustawami wymierzonymi w anarchistów, zwłaszcza ich działalność propagandową i wydawniczą, został – w związku z treścią pracy – oskarżony o zachęcanie do zabójstw, podpaleń i kradzieży i skazany na 2 lata więzienia oraz 1000 franków grzywny.
4 maja 1895 roku ukazał się pierwszy numer redagowanej przez niego gazety Les Temps Nouveaux (Nowe Czasy) o tematyce politycznej i artystycznej. Grave konsekwentnie głosił anarchokomunizm, sprzeciwiając się popularnym we Francji tendencjom anarchoindywidualistycznym, a zwłaszcza illegalizmowi. Był z tego powodu postacią kontrowersyjną w ruchu mimo całej działalności publicystycznej, jaką prowadził.
Po wybuchu I wojny światowej przeniósł się do Londynu. Był jednym z sygnatariuszy Manifestu szesnastu, w którym – wbrew antywojennemu nurtowi anarchizmu – wzywał do walki z Niemcami i ich sojusznikami aż do zwycięskiego końca.